# Amor de Dios en el cristianismo

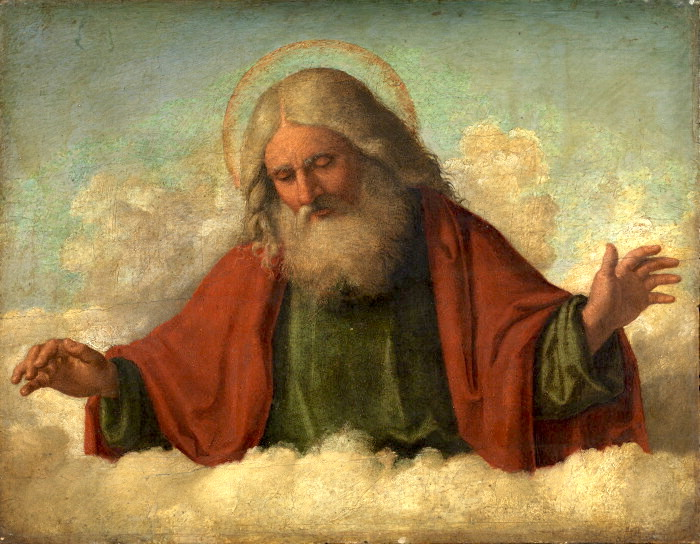
Dios Padre por Cima da Conegliano, c. 1515

El  amor es un concepto predominante tanto en el Antiguo Testamento como en el Nuevo Testamento. El amor es un atributo clave de Dios en el cristianismo, aunque en el Nuevo Testamento la expresión "Dios es amor" sólo aparece explícitamente dos veces y en dos versículos no muy distantes: 1 Juan NVI;SBLGNT. 
El amor a Dios ha sido el centro de la espiritualidad de varios místicos cristianos como Teresa de Ávila.

## Antiguo Testamento
El Antiguo Testamento utiliza un rico vocabulario para expresar el amor de Dios, como un concepto que aparece en muchas instancias. Por ejemplo, el profeta  Oseas vio el amor de Dios como la base para la elección de Israel En Isaías 38, Dios expresa su amor por los individuos también. Muchos cristianos consideran que Solomón simboliza la relación de Cristo con su iglesia. El amor de Dios aparece en varios textos por ejemplo, Oseas 1-3, y luego en Libro de Ezequiel 16 e Isa 62, etc.; sin embargo, la exégesis del amor de Dios en el Antiguo Testamento ha presentado problemas para los estudiosos modernos, especialmente la resolución de las referencias para producir una interpretación consistente ha sido desafiante y sujeta a debate.
Según Salmos 5, Dios rechaza a todos los obreros de la iniquidad:

Porque no eres un Dios que se complace en la maldad; ni el mal habitará contigo. El insensato no permanecerá ante tus ojos; odias a todos los que hacen iniquidad. Destruirás a los que hablan en broma; el Señor aborrecerá al hombre sanguinario y engañoso. Pero en cuanto a mí, entraré en tu casa en la multitud de tu misericordia, y en tu temor adoraré en tu santo templo.

## Nuevo Testamento
Tanto los términos amor de Dios como amor de Cristo aparecen en el Nuevo Testamento. En casos como en Romanos 8:35 y Romanos 8:39 se relaciona su uso en la experiencia del creyente, sin afirmar su igualdad. En Juan 14:31 Jesús expresa su amor por Dios Padre. Este versículo incluye la única declaración directa de Jesús en el Nuevo Testamento sobre el amor de Jesús por el Dios Padre. El amor del Padre por su Hijo (Jesucristo) se expresa en Mateo 3:17 por una voz del Cielo durante el Bautismo de Jesús. El mismo sentimiento se expresa más tarde durante la Transfiguración de Jesús en Marcos 9:7, donde una voz del cielo dice a los tres discípulos: Este es mi Hijo, a quien amo. Escuchadle!
El amor es un atributo clave de Dios en el cristianismo. En 1 Juan 4:8 y 16 se afirma que "Dios es amor; y el que permanece en el amor permanece en Dios, y Dios permanece en él"  En Juan 3:16 se dice: De tal manera amó Dios al mundo...
En el Nuevo Testamento, el amor de Dios por la humanidad o el mundo se expresa en griego como agape (ἀγάπη). La misma palabra griega agape se usa también del amor de los cristianos entre sí y hacia otros seres humanos, como en 1 Tesalonicenses 3:12: Que el Señor haga que vuestro amor aumente y se desborde entre vosotros y hacia todos los demás.  El verbo correspondiente agapō (ἀγαπῶ) se usa no sólo del amor de Dios y del amor mutuo de los cristianos, sino también del amor de los cristianos por Dios, como en 1 Juan 4:21: "Y nos ha dado este mandamiento: El que ama a Dios debe amar también a su hermano".

## Mística cristiana
La experiencia del amor de Dios es una parte central de la mayoría de las tradiciones de la Teología mística cristiana. Esta experiencia del amor de Dios juega un papel central en los Ejercicios espirituales, que son el fundamento de la espiritualidad ignaciana. El amor de Dios también desempeña un papel importante en los escritos de los místicos medievales alemanes, como Matilde de Magdeburgo y Hildegarda de Bingen, que describen el amor divino como una pasión ardiente. Juliana de Norwich expresa el mismo sentimiento en sus  Dieciséis revelaciones del amor divino (c. 1393).
Tomás de Aquino enseñó que la esencia de la santidad reside en el amor a Dios, y Teresa de Lisieux hizo del amor a Dios el centro de su espiritualidad.
Georges Melki, en la reunión del Grupo Caribou en Behive, describió el amor de Dios como un "pastel infinito" que todos pueden compartir sin fin. Este concepto va de la mano con la idea del Banquete celestial.